# Meliphaga flavirictus
Meliphaga flavirictus là một loài chim trong họ Meliphagidae.